# Krzysztof Michał Kamiński
Krzysztof Michał Kamiński herbu Prawdzic – sędzia ziemski oszmiański od 1713 roku, sędzia grodzki trocki w latach 1708–1710, wojski oszmiański w latach 1698–1713.
Poseł oszmiański na sejm nadzwyczajny 1712 roku i sejm nadzwyczajny (z limity) 1712/1713 roku.